# Francisca Ballesteros
Francisca Ballesteros Maravilla (Valencia, 1969) apodada como "La envenenadora de Melilla" es una mujer española condenada por el envenenamiento y muerte de su esposo y dos hijas, así como el intento de asesinato de su hijo.

## Biografía
Francisca Ballesteros Maravilla nació en 1969 en Valencia, España. Creció junto a cuatro hermanos en un hogar conflictivo. Nada más cumplir la mayoría de edad abandonó el hogar paterno. Su padre Cristóbal Ballesteros falleció ese mismo año, siendo atribuido a un infarto de miocardio.
Francisca se casó con Antonio González Barrivino, con quien tendría tres hijos en cinco años: Florinda, Sandra y Antonio, con quienes residía en Melilla.
El 4 de junio de 1990 falleció Florinda, su primogénita, con tan sólo 6 meses de edad. Se atribuyó su fallecimiento a un coma diabético.
En 2001 falleció la madre de Francisca atribuyéndolo a un infarto de miocardio. Sus hermanos también habían ido falleciendo prematuramente.
El 6 de octubre de 2003, su marido Antonio, ingresaba en la UVI del hospital Comarcal de Melilla, falleciendo el 12 de enero de 2004 por un fallo multiorgánico por intoxicación. Inicialmente se atribuyó a la reciente fumigación de la casa.
Tras el fallecimiento del marido de Francisca, varios vecinos y conocidos del barrio donde residía, se acercaron al domicilio familiar, allí pudieron ver que los dos hijos restantes de Francisca, se encontraban también enfermos. Ante las incesantes y esquivas excusas de Francisca para evitar que los menores recibieran asistencia médica, alertaron de la situación, y un tío paterno, Ricardo, avisó a la emergencias, dando origen a la investigación de la policía.
El 4 de junio de 2004, Sandra de 15 años, ingresó en el hospital con grave insuficiencia respiratoria, shock con cianosis en las extremidades e infestación por hongos en el tracto digestivo. Sandra ingresó a las 13:00 y se firmaba su fallecimiento a las 13:30 por insuficiencia hepática y fallo multiorgánico masivo.
Al día siguiente, el 5 de junio de 2004, Antonio de 12, ingresaba en el hospital con los mismos síntomas que su hermana Sandra pero de menor gravedad. En sus analíticas se encontraron restos de inductores del sueño y de diversas benzodiacepinas
Ante la similitud de síntomas entre los dos hermanos se ordenó una autopsia de Sandra y la exhumación del cadáver de su marido Antonio, en el cual se encontraron restos de cianamida, sustancia que compone un medicamento denominado Colme, utilizado para la dependencia al alcohol.
Francisca Ballesteros fue detenida el 6 de junio de 2004 y confesó ese mismo día haber envenenado a sus hijos suministrando diariamente carbimida, zolpidem y otros sedantes para que no lloraran y mantenerlos tranquilos. Finalmente también confesó el asesinato de su marido que atribuyó a que la trataba mal y confesó el asesinato de su primera hija en 1990, atribuyéndolo a una depresión postparto.

## Juicio y sentencia
El 9 de julio de 2004, Francisca ingresó en prisión preventiva.
En los registros policiales, en el domicilio de Francisca, se encontraron en las habitaciones de los niños botellas de agua con carbimida, un medicamento utilizado contra el alcoholismo siempre con prescripción médica, y desaconsejado para menores.
Durante la preparación del juicio se consideró la idea de exhumar los cadáveres de sus padres y sus hermanos, también fallecidos prematuramente, en ahora sospechosas condiciones. Pero se desechó la idea ante la imposibilidad de encontrar restos de los venenos transcurridos tantos años.
El 21 de septiembre de 2005 comenzó el juicio. En las testificaciones de los peritos, éstos declararon que Francisca Ballesteros Maravilla estaba en “plenas facultades mentales”.
Durante el transcurso del juicio se desveló que Francisca había conocido, al menos, a tres hombres, llegando a prometerse en matrimonio a uno de ellos, a los que les contaba que era viuda y que sus dos hijos y su marido habían fallecido en un accidente de tráfico.
En el juicio, Francisca declaró que su intención era dañarles el corazón para que no sufrieran tanto. Igualmente declaró que tanto su marido Antonio como sus dos hijos eran un “estorbo” para poder empezar una nueva vida con un nuevo “amor” que había conocido por Internet en donde se la conocía con el nick de “Fogosa”.
El 26 de septiembre de 2005 el tribunal consideraba probados y fallaba:
- Un delito de asesinato con alevosía, ensañamiento y el agravante de parentesco contra su hija Sandra González Ballesteros por el que se condenaba a Francisca de 25 años de prisión.
- Un delito de asesinato con alevosía contra su primogénita: Florinda González Ballesteros por el que se le condenaba a 20 años de prisión.
- Un delito de asesinato con alevosía contra su marido Antonio González Barrivino por el que se le condenaba a 20 años de prisión.
- Un delito de asesinato en grado de tentativa con ensañamiento y alevosía y parentesco contra su hijo Antonio González Ballesteros por el que se la condenaba a 19 años de prisión e inhabilitación para la patria potestad del menor.

- Se le obligaba a pagar una indemnización a su hijo Antonio por la muerte de su hermana de 180.000 euros, 200.000 euros por la muerte de su padre, y 11.390 euros por los daños y lesiones causados sobre su persona, que requirieron un período de 8 meses de recuperación.

En ningún momento durante el proceso de juicio ni de las diversas declaraciones Francisca declaró ningún tipo de sentimiento de arrepentimiento o culpabilidad por ninguno de los asesinatos.